# Мойнак (городская администрация Талдыкорган)
Мойнак (каз. Мойнақ, до 2006 г. — Заречный) — село в Жетысуской области Казахстана. Находится в подчинении городской администрации Талдыкорган. Входит в состав Отенайского сельского округа. Село расположено на правом берегу реки Каратал примерно в 17 км к западу от центра Талдыкоргана. Код КАТО — 191045500.

## Население
В 1999 году население села составляло 899 человек (455 мужчин и 444 женщины). По данным переписи 2009 года, в селе проживало 1157 человек (555 мужчин и 602 женщины).